# Лоза Василь Матвійович
Василь Матвійович Лоза́ (28 грудня 1902, Старотітаровська) — радянський вчений в області виноробства. Професор з 1963 року.

## Біографія
Народився 28 грудня 1902 року в станиці Старотітаровській (нині Темрюцький район Краснодарського краю). Член ВКП(б) з 1927 року. У 1929—1937 роках, після закінчення Кубанського сільськогосподарського інституту, на науковій і педагогічній роботі в тому ж інституті, у 1937—1961 роках — Краснодарському інституті харчової промисловості, у 1961—1975 роках — Краснодарському політехнічному інституті.
Нагороджений орденом Трудового Червоного Прапора і орденом «Знак Пошани».

## Наукова діяльність
Основні праці присвячені вивченню сировинних ресурсів для шампанських виноматеріалів і столових вин, технологічній характеристиці винних сортів винограду, освітленню бентонітом і тепловій обробці виноматеріалів, технології шампанських виноматеріалів і міцних вин. Праці:
- Изучение некоторых вопросов технологии производства шампанского бутылочным методом. — Тр. / Краснодарского института пищевой промышленности, 1961, вып. 22;
- О получении вин типа хереса методом окислительного автолиза дрожжей. — Тр. / Краснодарского института пищевой промышленности, 1961, вып. 22;
- Феиольный состав семян и гребней винограда. — Изв. высших учебных заведений СССР. Пищ. технология, 1971, № 4 (у співавторстві).